# Flughafen Artigas

i7
i11
i13
Der Aeropuerto Internacional de Artigas (IATA-Code: ATI, ICAO-Code: SUAG) ist ein Flughafen in Uruguay.
Er liegt westlich der Stadt Artigas im Departamento Artigas im Norden Uruguays nahe der Grenze zu Brasilien.

## Zwischenfälle
Am 10. Februar 1978 ereignete sich der Unfall einer DC-3 mit den meisten Todesopfern und gleichzeitig der bis dahin schwerste Luftfahrtunfall in der Geschichte Uruguays, als eine mit 44 Personen (6 Crew-Mitglieder, 38 Passagiere) besetzte Maschine der uruguayischen TAMU des Typs Douglas DC-3/C-47A (Luftfahrzeugkennzeichen CX-BJH) mit dem Flugziel Montevideo kurz nach dem Start zwei Kilometer vom Flughafen Artigas entfernt abstürzte und in Flammen aufging. Überlebende des Unfalls gab es nicht.